# Solanum lanuginosum
"Solanum lanuginosum" là một thực vật có hoa loài thuộc họ cà (Solanaceae). Có lẽ nó cùng với các loài trước đây xếp vào Solanum nhưng đã xếp lại sang chi Lycianthes, tuy vậy định danh chính xác vẫn còn chưa rõ.
Đây là loài đặc hữu của Ecuador, nhưng có thể đã gần như tuyệt chủng do mất môi trường sống.